# Bessunger Kiesgrube
Die Bessunger Kiesgrube ist ein Baggersee beim südhessischen Darmstadt-Bessungen am Nordwestfuß des Odenwaldes. Sie ist Teil des Naturschutzgebiets Bessunger Kiesgrube.

## Geographische Lage und Naturräumliche Zuordnung
Die Bessunger Kiesgrube liegt am Südrand von Darmstadt-Bessungen wenige Meter östlich der in Richtung Süden nach Darmstadt-Eberstadt führenden Heidelberger Straße. Sie gehört in der naturräumlichen Haupteinheitengruppe Nördliches Oberrheintiefland (Nr. 22) und in der Haupteinheit Bergstraße (226) zur Untereinheit Bessunger Hang (226.7).

## Entstehung und Geschichte
Erstmals erwähnt wurde der „Bessunger Kies“ im Jahre 1701. Im 18. Jahrhundert erlebte die Kiesförderung im Zusammenhang mit den großen fürstlichen Bauvorhaben eine Blütezeit. Neue Kiesgruben wurden angelegt: die heute noch bestehende Kiesgrube im Süden Bessungens und eine heute nicht mehr bestehende Kiesgrube an der Nieder-Ramstädter Straße in der Nähe des Herdwegs.
Auch am Steinberg in Bessungen wurden mehrere kleine Kiesgruben eröffnet, die zum Teil bis ins 20. Jahrhundert bestanden. Nur mit Mühe konnte der „Darmstädter Verschönerungsverein“ im späten 19. Jahrhundert das Abbaggern der Kraftsruhe durch die Kiesgrubenbesitzer verhindern.
Die letzte Bessunger Kiesgrube, an der Heidelberger Landstraße, gelangte nach dem Ersten Weltkrieg in den Besitz der Firma Mitteldorf, die hier bis 1978 „1 a goldgelben Bessunger Kies“ förderte.

## Naturschutzgebiet Bessunger Kiesgrube
Die Landschaft der Bessunger Kiesgrube und ihrer Umgebung bilden das Naturschutzgebiet Bessunger Kiesgrube (CDDA-Nr. 318193; 1997 ausgewiesen; 11,78 ha groß). Dort bildet sich seit ein paar Jahrzehnten urwaldähnlicher Bewuchs mit dichter Bewaldung.
Im Naturschutzgebiet breitet sich der Baggersee Bessunger Kiesgrube mit steilen und felsigen Ufern aus und knapp 200 m östlich davon ein kleinerer See.
Seit 2023 ist das Naturschutzgebiet eingezäunt und nicht mehr öffentlich zugänglich.